# Gonçalo Pinheiro
Gonçalo Pinheiro (Setúbal, 1499 - Setúbal, novembro de 1567) foi um prelado português.

## Biografia
D. Gonçalo Pinheiro era filho de João Pires de Menagem e de sua mulher Leonor Rodrigues Pinheiro.
Estudou na universidade, então em Lisboa, e depois na de Salamanca. Alcançando fama de grande letrado, foi admitido, ainda antes de receber o grau de Doutor, por Colegial no Colégio de São Bartolomeu.
Voltando a Portugal obteve alguns benefícios em que o apresentou o 4.º Duque de Bragança D. Jaime I e, opondo-se a uma conesia de Évora, pôde obtê-la, tomando posse a 18 de junho de 1533, à qual renunciou depois em seu sobrinho Diogo Mendes de Vasconcelos, com aprovação do Arcebispo do Cabido.
D. João III de Portugal nomeou-o seu desembargador e Bispo de Safim. Sendo eleito mais tarde Bispo de Tânger, recebeu em Medina del Campo uma carta do referido soberano, em 1543, nomeando-o Embaixador à Corte do França, onde. em 1544. foi muito bem recebido pelo rei Francisco I de França. Regressando ao reino, D. João III nomeou-o Desembargador do Paço por carta de 14 de novembro de 1548.
Passou depois ao Bispado de Viseu, tomando posse como 33.º Bispo em 1553.
D. Gonçalo Pinheiro exerceu ainda outras comissões de grande importância. Foi muito perito nas línguas Grega e Hebraica, assim como na Astronomia e Geometria. As Constituições do Bispado de Viseu, impressas em 1556, andam em nome deste Bispo.
Faleceu, na sua terra natal, Setúbal, em novembro de 1567.

## Pedra de armas
A pedra de armas que o bispo D. Gonçalo Pinheiro deixou em Viseu consiste num escudo partido, a 1.ª com seis barras, e a 2.ª com as armas ditas dos Pinheiro, de Barcelos. As seis barras devem ser as armas de seu pai, João Pires de Menagem.